# Kabinet-Sjahrir III
Het kabinet-Sjahrir III was een Indonesisch kabinet tijdens de Indonesische Onafhankelijkheidsoorlog. Het was het derde en laatste kabinet van minister-president Soetan Sjahrir.
Het voorgaande kabinet-Sjahrir II viel omdat premier Sjahrir in juni 1946 werd ontvoerd door het Strijdfront van Tan Malaka. Zij waren van mening dat Sjahrir het ideaal van onafhankelijkheid ondermijnde door met de Nederlanders te onderhandelen. Nadat Sjahrir weer vrij was gaf het Centraal Indonesisch Nationaal Comité (KNIP) in augustus opdracht tot de vorming van een nieuw kabinet. Sjahrir was opnieuw de formateur, maar hij kreeg dit keer minder vrijheid bij de keuze van de ministers. Na anderhalve maand van onderhandelingen begon het kabinet-Sjahrir III op 2 oktober 1946. In het kabinet zaten de Socialistische Partij, de Indonesische Christelijke Partij (Parkindo), de islamitische Masjoemi-partij en de Indonesische Nationale Partij (PNI) die ook in het vorige kabinet zaten. Daarnaast had het kabinet steun van de Indonesische Arbeiderspartij en de Communistische Partij van Indonesië.
Tijdens het zitten van het kabinet-Sjahrir III werd de Overeenkomst van Linggadjati gesloten op 15 november 1946 en werd het geratificeerd door het KNIP in maart 1947. Na een ultimatum van de Nederlandse luitentant-gouverneur-generaal Huib van Mook op 27 mei deed premier Sjahrir enkele concessies aan de Nederlanders. Zowel linkse kabinetsleden waaronder Amir Sjarifoeddin en Wikana als de islamitische Masjoemi-partij veroordeelden de concessies en Soetan Sjahrir diende zijn ontslag in op 27 juni. Minister van defensie Amir Sjarifoeddin stelde vervolgens het kabinet-Amir Sjarifoeddin I samen, dat op 3 juli 1947 begon.

## Samenstelling

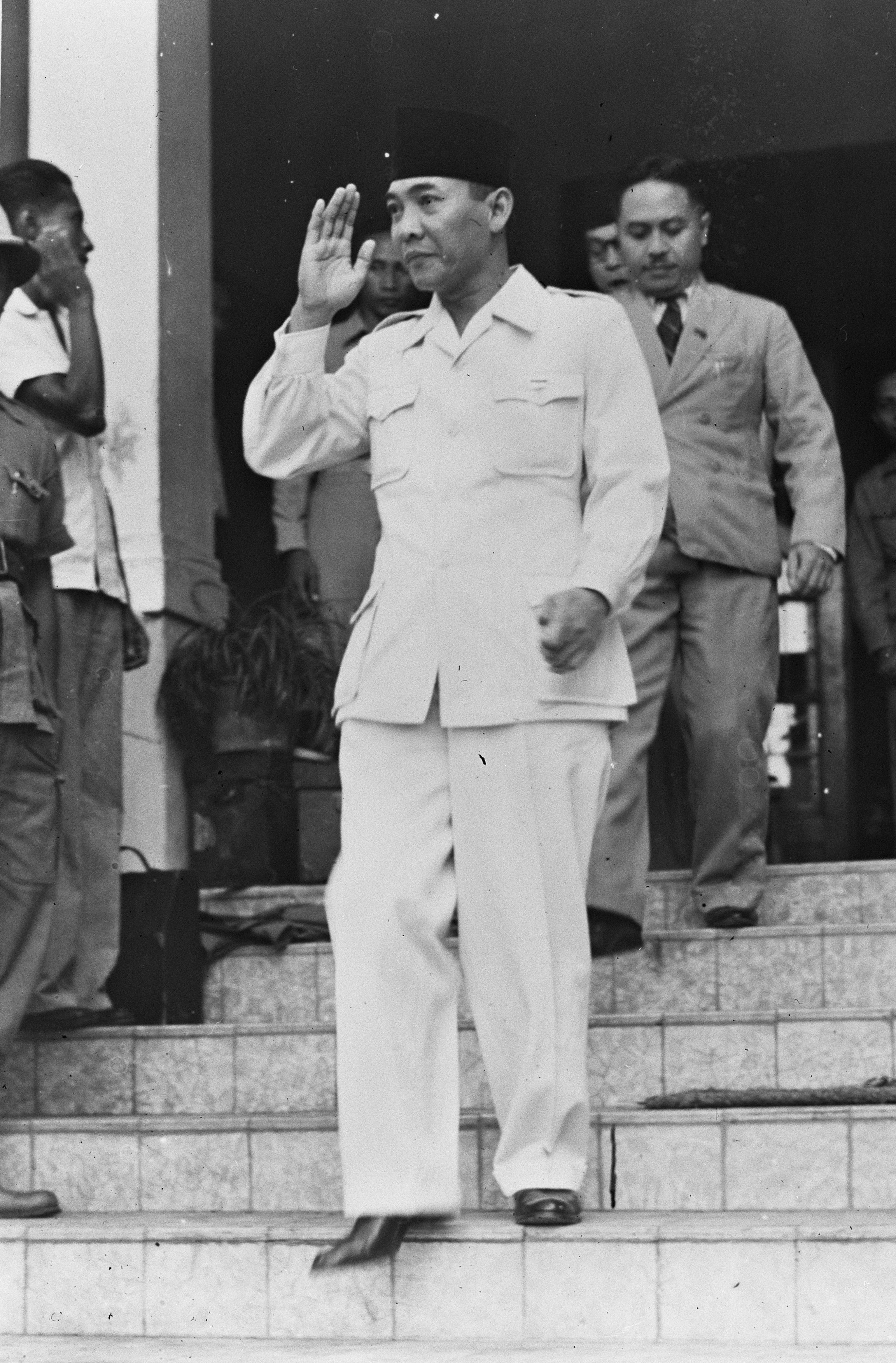
President Soekarno na een bespreking met premier Sjahrir. Achter Soekarno op de trap minister van binnenlandse zaken Mohamad Roem.

| Nr. | Ministerspost                 | Minister                                        | Minister                    | Partij    |
| --- | ----------------------------- | ----------------------------------------------- | --------------------------- | --------- |
| 1   | Minister-President            |                                                 | Soetan Sjahrir              | PS        |
| 2   | Buitenlandse Zaken            |                                                 | Soetan Sjahrir              | PS        |
| 3   | Binnenlandse Zaken            |                                                 | Mohamad Roem                | Masjoemi  |
| 4   | Defensie                      |                                                 | Amir Sjarifoeddin           | PS en PKI |
| 5   | Justitie (rechterlijke macht) |                                                 | Soesanto Tirtoprodjo        | PNI       |
| 6   | Informatie                    |                                                 | Mohammad Natsir             | Masjoemi  |
| 7   | Financiën                     |                                                 | Sjafruddin Prawiranegara    | Masjoemi  |
| 8   | Welvaart                      |                                                 | Adnan Kapau Gani            | PNI       |
| 9   | Gezondheid                    |                                                 | Darma Setiawan              |           |
| 10  | Transport                     |                                                 | Djoeanda Kartawidjaja       |           |
| 11  | Openbare Werken               |                                                 | Martinus Putuhena           | Parkindo  |
| 12  | Sociale Zaken                 |                                                 | Maria Ullfah Santoso        |           |
| 13  | Onderwijs                     |                                                 | Soewandi                    |           |
| 14  | Godsdienst                    |                                                 | Fatoerrachman               | Masjoemi  |
| 16  | Ministers van Staat           |                                                 | Hamengkoeboewono IX         |           |
| 16  | Ministers van Staat           |                                                 | Wahid Hasjim                | Masjoemi  |
| 16  | Ministers van Staat           |                                                 | Wikana (voor jongerenzaken) | PKI       |
| 16  | Ministers van Staat           |                                                 | Soedarsono                  | PS        |
| 16  | Ministers van Staat           | Tan Po Gwan (voor Peranakan)                    |                             |           |
| 16  | Ministers van Staat           | Danoedirdja Setiaboeddhi (Ernest Douwes Dekker) |                             |           |